# 樹原涼子
樹原 涼子（きはら りょうこ）は、日本のピアニスト・作曲家。熊本県熊本市出身。武蔵野音楽大学器楽学科ピアノ専攻卒業。ピアノを、八戸澄江や有馬俊一、白石百合子らに教わり、ジャズピアノ・編曲・音楽理論などを八城一夫に教わる。
また、1991年2月から出版され、ロングセラーとなって180万部を超えた、メソッドの「ピアノランド」の著者である。このメソッドは、非常に音楽性を引き出すとしてピアノ教育界で高評価となった。
演奏家や講師以外にも、ゲーム『俺の屍を越えてゆけ』など、メディアへの楽曲提供を行っている。
父は元熊本日日新聞の記者にして、『走れ二十五万キロ マラソンの父 金栗四三伝』の著者でもある長谷川孝道であり、2013年の同著の復刻の際には樹原本人も編集に協力している。また、『俺の屍を越えてゆけ2』に参加した作曲家の樹原孝之介は息子である。

## 作風
『俺の屍を越えてゆけ』のゲームデザイナーである桝田省治は、樹原の音楽について「いろんな価値基準があると思うんだけど，『古かろうが新しかろうが、いいものはいいという信念』みたいな、普遍性をすごく感じますね。」と4Gamer.netとのインタビューの中で評価すると同時に、「いろんな武器があるんだけど、総攻撃をする必要がないんだよ。」とも話しており、同じ曲でも時間や場所・人員が変わると雰囲気まで変化すると説明している。インタビューに同席していた樹原本人も、ピアノコンサートができるようなホールでは、ピアノソロのみも演奏する場合があると付け加えている。

## 活動歴
ピアノランドフェスティバル
　2000年より、ピアニスト小原孝をゲストに迎え、毎年夏、各地で開催。
　第21回にあたる2020年は、無観客配信の形で行う。
録音応募プロジェクト
　2011年、2013年〜2018年まで、全国の子供達から、樹原作品の演奏を録音して応募してもらい、録音審査を経て、公開レッスン、さらに選ばれた子供が、ピアノランドフェスティバルのステージで演奏できる、というプロジェクトを開催。
楽楽子育て応援プロジェクト
　2011年から、各地の言い出しっぺさんが企画した、樹原の子育てトーク＆コンサートが全国24箇所で開催された。
レッツプレイピアノランド
　2013年、2015年に熊本のピアノ講師有志が企画、樹原作品を子供達がステージで演奏して、樹原本人からアドバイスをもらうというコンサートを開催。その後、2018年から各地に広がり、東京、大阪、名古屋などで開催されている。
樹原涼子と名器を巡る旅
- 第1回　ベヒシュタイン（2015年3月）
- 第2回　ShigeruKawai（2015年6月）
- 第3回　ベーゼンドルファー（2015年11月）
- 第4回　ファツィオリ（2016年3月）

《樹原涼子》を弾きたいシリーズ　トーク＆コンサート
- 第1回　宮谷理香（2017年4月）
- 第2回　舘野泉（2017年11月）
- 第3回　小原孝（2018年5月）
- ツアー（倉敷,大阪,熊本）　宮谷理香（2018年10月）
- ツアー（東京,神戸）　舘野泉（2019年4月）

### 樹原涼子が直接指導するクラス
ピアノランドマスターコース
　1994年より、ピアノランドメソッドの教え方を著者自ら講義する、連続講座を開催。第1期〜第15期まで、2018年まで、24年間、延べ約510名が受講。
　現在は、DVDピアノランドマスターコースとしてリモートで継続中。
樹原涼子のコード塾
　2005年より、コードについての20回の連続講座を開催。現在第8期開講中で、DVDでも学べる。延べ約280名が受講。

### 講師を派遣して行う樹原涼子企画の勉強会
- ピアノランド勉強会　テキスト：ピアノランドメソッド全て
- “聴きとり術”勉強会　テキスト：『耳を開く 聴きとり術 コード編』
- スケール勉強会　テキスト：『ピアノランド　スケール・モード・アルペジオ』
- 即興演奏勉強会　テキスト：『即興演奏 12のとびら　音楽をつくってみよう』
- 樹原涼子曲集勉強会　
  - 『こころの小箱』『夢の中の夢』『やさしいまなざし』『風 巡る』『時の旅』他

### テレビ出演
- 芸術劇場（NHK教育）「進化するピアノ教則本」（2005年10月）
- ヒミツのちからんど（NHK教育）「作曲って楽しい！」（2009年2月）
- テレビ寺子屋（テレビ静岡）（2012年／2013年／2015年／2018年／2021年）

## 連載
- 月刊誌『ショパン』
  - 「涼子のレッスン室」（1996年1月号〜1996年12月号）
- 月刊誌『ムジカノーヴァ』
  - 「ようこそ『ピアノランド』へ」（2004年4月号〜2007年3月号）
  - 「耳を開く 聴きとり術講座」（2009年4月号〜2010年3月号）
  - 「耳を開く 聴きとり術講座 part2」（2010年4月号〜2012年3月号）
  - 「耳を開く 聴きとり術講座 コード編」（2012年4月号〜2013年3月号）
  - 「耳を開く 聴きとり術講座 コード編 ドミナントモーション編」（2013年4月号〜2014年3月号）
  - 「耳を開く 聴きとり術講座 コード編 曲の中のドミナントモーション」（2014年4月号〜2015年3月号）
  - 「スケール・モード・アルペジオ　活用法」（2017年9月号〜2018年4月号）
  - 「憧れの即興演奏の扉を開こう！」（2018年5月号〜2019年4月号）
  - 「樹原涼子の誌上マスタークラス」（2020年8月号〜　連載中）
- 季刊誌『ピアノランドメイト』（ピアノランドメイト会員向け）　創刊　1991年
  - 2021年冬現在、紙とwebでvol.112まで発行中

## 講座名
- 即興演奏 12のとびら　音楽をつくってみよう
- 連弾&ソロ『ラプソディ第2番』 レクチャーコンサート
- 連弾組曲集『時の旅』セミナー 連弾組曲は、 音楽の喜びそのものだ
- 時代とともに進化をつづける「ピアノランドメソッド」の全貌
- 樹原涼子ピアノ曲集「こころの小箱」レクチャーコンサート
- 樹原涼子ピアノ曲集『夢の中の夢』レクチャーコンサート
- 樹原涼子ピアノ曲集『やさしいまなざし』レクチャーコンサート
- 樹原涼子ピアノ曲集『風　巡る』レクチャーコンサート
- 耳を開く　聴きとり術 コード編
- 『ピアノランド スケール・モード・アルペジオ』で、音楽の美しさと知識とテクニックを手に入れる！
- 必ず成功する二段階導入法の教え方 はじめからプロの音
- 何を弾くにも　手のフォームとペダル！ ソナチネの前に身につけたいテクニック 上達への道はここからスタート
- ピアノ発表会で 生徒も先生も輝くための選曲と、演奏のポイント

## 出版物

### 楽譜
- 『ピアノランド1』音楽之友社／1991年2月
- 『ピアノランド2』音楽之友社／1991年2月
- 『ピアノランド3』音楽之友社／1991年8月
- 『ピアノランド4』音楽之友社／1991年10月
- 『ピアノランド5』音楽之友社／1992年2月
- 『ピアノランドたのしいテクニック上　中央Cから両手5指のポジション』音楽之友社／1993年1月
- 『優しく弾けるたのしい保育の歌　ピアノランドで歌って遊ぼう1・2』音楽之友社／1993年3月
- 『ピアノランドたのしいテクニック中　ポジション移動』音楽之友社／1993年10月
- 『ピアノランドたのしいテクニック下　ダイナミクス・ペダリング・和音』音楽之友社／1994年6月
- 『限定版　樹原涼子のピアノの世界　［第1集　子供達へのバラード］』音楽之友社／1998年5月
- 『ピアノランドコンサート上-1　カンガルーのニーナ』音楽之友社／2000年4月
- 『ピアノランドコンサート中-1　ビッグサマー』音楽之友社／2000年6月
- 『ピアノランドコンサート下-1　子猫のワルツ』音楽之友社／2000年11月
- 『プレ・ピアノランド1　はじめてピアノを弾く前にマスターしたいこと』音楽之友社／2002年3月
- 『プレ・ピアノランド2　ピアノを弾く前にマスターしたいこと』音楽之友社／2002年6月
- 『プレ・ピアノランド3　はじめてピアノを弾くときに』音楽之友社／2002年10月
- 『樹原涼子“The Four Seasons”ベスト・セレクション』リットーミュージック／2005年9月
- 『樹原涼子のみんなでコーラス　ともだちになりたい』音楽之友社／2008年7月
- ピアノ曲集『こころの小箱』音楽之友社／2011年7月
- 発表会用ピアノ曲集　改訂版『ピアノランドコンサート上』音楽之友社／2012年7月
- 発表会用ピアノ曲集　改訂版『ピアノランドコンサート中』音楽之友社／2012年7月
- 発表会用ピアノ曲集　改訂版『ピアノランドコンサート下』音楽之友社／2012年7月
- ピアノ曲集『夢の中の夢』音楽之友社／2012年7月
- ピアノ連弾のための『ラプソディ第1番』音楽之友社／2012年8月
- ピアノ曲集『やさしいまなざし』／2013年7月
- 再販『樹原涼子“The Four Seasons”ベスト・セレクション』樹原涼子スタジオ／2013年11月
- 『耳を開く 聴きとり術 コード編』音楽之友社／2014年8月（書籍扱い）
- 『ピアノランド スケール・モード・アルペジオ』音楽之友社／2016年7月
- ピアノ曲集『風 巡る』音楽之友社／2017年8月
- 連弾組曲集『時の旅』音楽之友社／2018年8月
- 『即興演奏 12のとびら　音楽をつくってみよう』音楽之友社／2019年7月（書籍扱い）
- ピアノ連弾&ソロ『ラプソディ第2番』音楽之友社／2020年8月
- 『ピアノランド こどものスケール・ブック』音楽之友社／2021年1月
- 舘野泉 左手のピアノ・シリーズ  『左手のためのピアノ小品集』に「ふたり」「想い出の小箱」収録　音楽之友社／2016年9月
- 舘野泉『左手のためのピアノ珠玉集』に「季節の三部作　1. 萌えいづるとき　2. 濡れた紫陽花　3. 椿 散る」収録　音楽之友社／2020年5月

### 書籍
- 『ピアノを教えるってこと、習うってこと』音楽之友社／2006年7月
- 『いきなり&もう一度！ 才能以前のピアノの常識』講談社／2009年8月
- 『樹原家の子育てーピアノランドと笑顔の毎日』角川書店／2010年7月
- 『耳を開く 聴きとり術 コード編』音楽之友社／2014年8月
- 『ピアノを弾きたいあなたへ』（『いきなり&もう一度！ 才能以前のピアノの常識』文庫化）講談社＋α文庫／2015年2月
- 『樹原涼子からあなたへ”贈る言葉”300選　もっとピアノが好きになる！』音楽之友社／2017年10月
- 『即興演奏 12のとびら　音楽をつくってみよう』音楽之友社／2019年7月

### CD
- 『ギリシャ神話のように』ミディ／1993年5月
- 『ピアノランドⅠ』連弾：小原孝　ミディ／1993年12月
- 『ピアノランドⅡ』連弾：小原孝　ミディ／1993年12月
- 『俺の屍を越えてゆけ』サントラ　？／1999年7月
- 『“The Four Seasons”<Winter>』樹原涼子スタジオ／2003年12月
- 『“The Four Seasons”<Spring>』樹原涼子スタジオ／2004年4月
- 『“The Four Seasons”<Summer>』樹原涼子スタジオ／2004年7月
- 『“The Four Seasons”<Autumn>』樹原涼子スタジオ／2004年11月
- 『ピアノランドコンサート』連弾：小原孝　樹原涼子スタジオ／2007年8月
- 『こころの小箱』連弾：小原孝、樹原孝之介　樹原涼子スタジオ／2013年8月

### ユニット
HARA HARA 倶楽部（小原孝とのユニット）
＜CD＞  
- 『おいしい時間』樹原涼子スタジオ／2004年5月
- 『光る星があったから』樹原涼子スタジオ／2005年10月
- 『風はどこから』樹原涼子スタジオ／2013年7月

### ミュージックデータ
＜フロッピーディスク＞  
- 『ピアノランド1』『ピアノランド2』『ピアノランド3』『ピアノランド4』『ピアノランド5』GS版　音楽之友社／1994年10月
- 『ピアノランドたのしいテクニック上　Ⅰ・Ⅱ』『ピアノランドたのしいテクニック中　Ⅰ・Ⅱ』GS版　音楽之友社／1996年3月
- 『ピアノランドたのしいテクニック下』GS版　音楽之友社／1996年6月
- 『ピアノランドコンサート上』GS・XG　音楽之友社／2000年5月
- 『ピアノランド1』『ピアノランド2』XG版　音楽之友社／2000年5月
- 『ピアノランドコンサート中』GS・XG　音楽之友社／2000年6月
- 『ピアノランドコンサート下』GS・XG　音楽之友社／2000年12月
- 『プレ・ピアノランド1・2』音楽之友社／2002年3月
- 『プレ・ピアノランド3』音楽之友社／2002年11月
- 『ピアノランド3』『ピアノランド4』『ピアノランド5』XG版　音楽之友社／2005年3月

＜USBメモリー＞  
- 『ピアノランド』『プレ・ピアノランド』『ピアノランドたのしいテクニック』「ピアノランドコンサート』音楽之友社／2010年7月

＜ミュージックデータダウンロード＞  
- 『ピアノランド』シリーズ　ontomo-shop／2015年7月

### ゲーム音楽
＜編曲＞  
- 『桃太郎伝説[13]』ハドソン／1987年
- 『桃太郎電鉄』ハドソン／1988年

＜作曲・歌唱＞  
- 『リンダキューブ』PCE版 NECHE／1995年10月
- 『リンダキューブ アゲイン』PS版 SCE／1997年9月
- 『リンダキューブ 完全版』セガサターン／1998年6月
- 『俺の屍を越えてゆけ[14]』SCE／1999年6月

### ビデオ・DVD
- ビデオ『はじめから音楽を』エディロール／1995年12月
- ビデオ『ピアノランドの世界1〜6巻』音楽之友社／1998年5月
- DVD『ピアノランドの世界』＜あとで困らない二段階導入法のすべて＞＜公開レッスン&カルテの書き方＞（ビデオ『ピアノランドの世界』をDVD化　音楽之友社／2006年7月
- DVD『えいごでピアノランド』英訳：クリステル・チアリ、連弾：樹原孝之介　音楽之友社／2020年4月

### 共著
- 『バイオリンランド』共著：安部慶子／音楽之友社

＜楽譜＞  
- 1巻　オープン弦で美しいボウイングを／1999年10月
- 2巻　はじめてのフィンガリング／1999年10月
- 3巻　はじめてのシフティングといろいろなボウイング／2003年8月

＜ミュージックデータ＞  　
- 1巻・2巻　GS版・XG版　1999年10月

＜CD＞　
- 『バイオリンランド123』樹原涼子スタジオ／2003年9月
- 『安部慶子 plays 樹原涼子』樹原涼子スタジオ／2003年9月
- 『八城一夫からの贈り物』編著：田代ユリ・斎藤友子・樹原涼子／八城会／2015年10月

### その他
＜監修＞ 
- ピアノランド音楽ノート（2段、3段、4段）　音楽之友社／2000年8月）